# Niederkanada
Niederkanada (englisch Lower Canada, französisch Bas-Canada) war von 1791 bis 1841 eine britische Kolonie am Unterlauf des Sankt-Lorenz-Stroms und an der Küste des Sankt-Lorenz-Golfs. Sie umfasste den südlichen Teil der heutigen kanadischen Provinz Québec sowie Labrador. Hauptstadt war Québec.
Niederkanada und das englisch geprägte Oberkanada entstanden mit dem Inkrafttreten des Verfassungsgesetzes von 1791 und durch die Teilung der Provinz Québec. Diese Teilung wurde vom britischen Parlament am 10. Juni 1791 beschlossen und trat am 26. Dezember 1791 in Kraft. Niederkanada umfasste einen Teil der früheren französischen Kolonie Neufrankreich, die während des Franzosen- und Indianerkriegs von den Briten erobert worden war. Andere Teile Neufrankreichs wurden in die Kolonien Nova Scotia, New Brunswick und Prince Edward Island aufgeteilt.
Am 1. Juni 1812 erklärten die Vereinigten Staaten, nach jahrelangen Spannungen, Großbritannien den Krieg. In diesem Krieg von 1812 bedrohten die Vereinigten Staaten auch Niederkanada, aber der Krieg endete mit im Grunde unverändertem Grenzverlauf.
Nach der Niederschlagung der Niederkanada-Rebellion wurde die Verfassung 1838 außer Kraft gesetzt und eine Spezialkommission übernahm die Staatsgeschäfte. Durch den Act of Union 1840 erfolgte im Jahr 1841 die Verschmelzung des französisch geprägten Niederkanada und des englisch geprägten Oberkanada zur Provinz Kanada.